# 腾龙

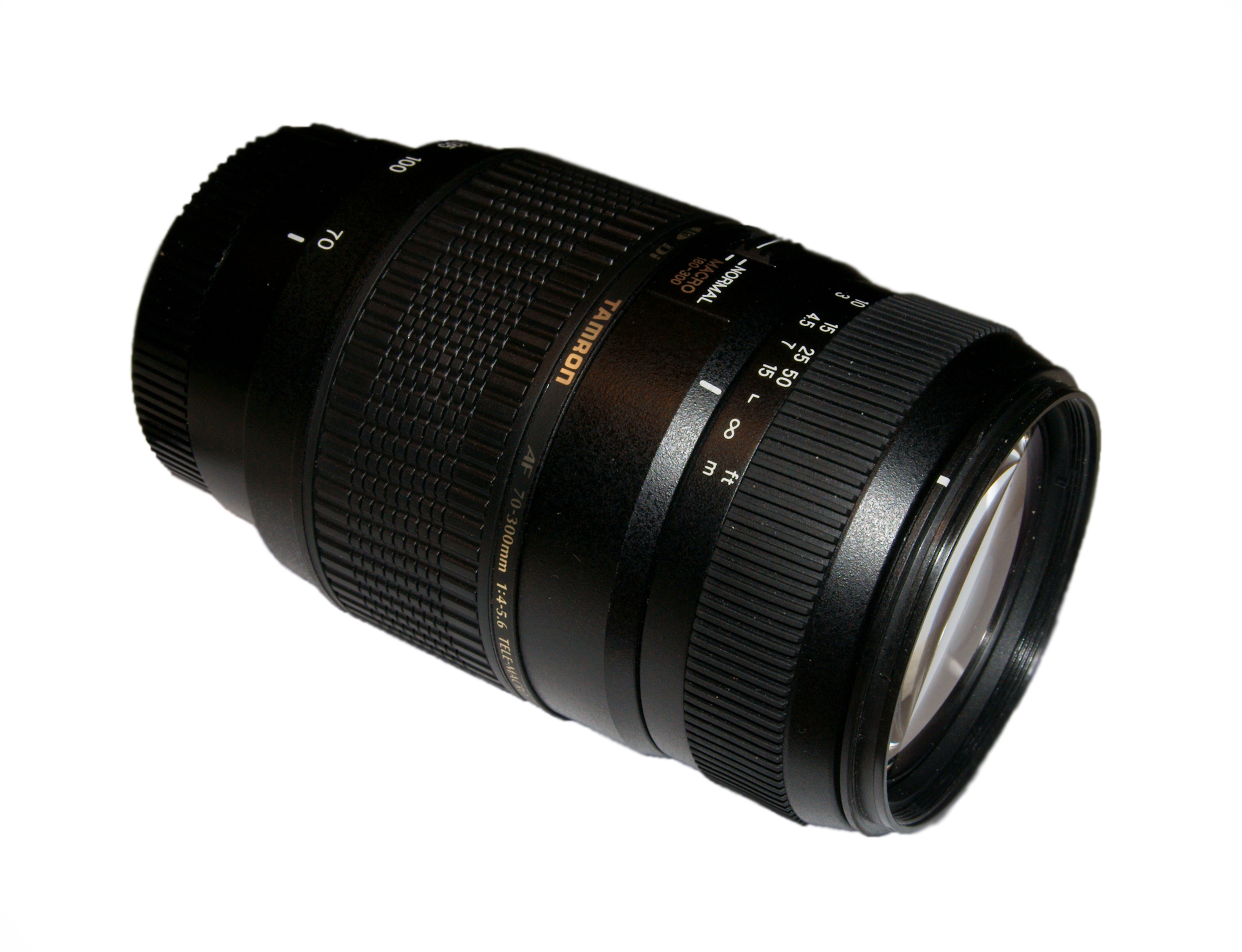
腾龙AF 70-300mm f/4.0-5.6 Di LD微距镜头

腾龙（英語：Tamron Co., Ltd.，東證1部：7740），是一个生产制造照相机镜头以及其他商用、工业用光学仪器的日本公司。
腾龙原名日語：，1970年更名腾龙（Tamron），纪念腾龙光学技术发展重要人物田村右兵卫（Tamura Uhyoue）。
2017年，腾龙净销售收益604.96亿日元，营业利润42.4亿日元，相比2016年增长29.8%。截至2017年年底，腾龙在日本弘前、浪冈、大鳄町，中国和越南共有五个生产基地。美国、德国、法国、香港、上海、莫斯科和印度哈里亚纳邦均有子公司。
索尼公司持有腾龙14.80%的股份。